# Takao Kanon
Takao Kanon (Nhật: 高尾 奏音 (Cao Vĩ Tấu Âm) sinh ngày 10 tháng 9 năm 2002) là một nữ diễn viên lồng tiếng người Nhật đến từ Tokyo và được đại diện bởi công ty quản lý tài năng Link Plan. Cô là cựu thành viên của nhóm nhạc thần tượng Earth Star Dream và đã bắt đầu hoạt động solo kể từ khi nhóm tan rã.

## Tiểu sử
Takao sinh tại Tokyo vào ngày 10 tháng 9 năm 2002. Cô được học piano từ nhỏ và đã thắng một giải piano quốc tế tổ chức tại thành phố Milan của Ý vào năm 10 tuổi.
Năm 2014, Takao là người chiến thắng cùng với Nakashima Yuki trong một buổi thử giọng của công ty giải trí Earth Star Entertainment. Cùng năm đó, cô được chọn làm thành viên của nhóm nhạc thần tượng Earth Star Dream do chính công ty thành lập. Trong thời gian này, cô thử sức với các vai lồng tiếng anime đầu tiên là Natalia trong Teekyu và Yū Hiraoka trong Ani Tore! EX.
Vào cuối năm 2017, Earth Star Dream được thông báo chính thức bị tan tã, Takao rời công ty vào tháng 4 năm 2018 sau khi công ty loại bỏ các hoạt động giải trí và quản lý tài năng. Vào tháng 9 cùng năm, cô ký hợp đồng với Link Plan.

## Các vai lồng tiếng
- Vai nhân vật chính được tô đậm.

### Anime
2015
- Teekyu – Natalia[3]
- Ani Tore! EX – Hiraoka Yū[3]

2016
- Usakame – Kodaira Tasuku[8]

2017
- Musekinin Kanchō Tylor – Azalyn Goza 168[9]
- Yuri's World – Yuri

2018
- Yama no Susum (mùa 3)– Yuri[3]
- Hyakuren no Haō to Seiyaku no Varukyuria – Linnea[10]

2019
- Maō-sama, Retry! – Aku[11]
- Vì con gái, tôi có thể đánh bại cả Ma vương – Latina

2020
- Koisuru Asteroid – Haruka Itozaki
- Magia Record – Mel Anna
- Hōkago Teibō Nisshi – Tsurugi Hina[12]
- Warlords of Sigrdrifa – Kurumi Suzuhara[13]

2021
- Idoly Pride – Shiraishi Chisa[14]
- Shinkansen Henkei Robo Shinkalion Z – Arata Ayu[15]
- Edens Zero (loạt anime 2021, 2023) – Hermit Mio[16]
- Thám tử đã chết – Saikawa Yui[17]
- Shin no Nakama janai to Yūsha no Party o Oidasareta node, Henkyō de Slow Life Suru Koto ni Shimashita – Rit[18]
- Muv-Luv Alternative (loạt anime 2021, 2022) – Yashiro Kasumi[19]

2022
- Leadale no daichi nite – Luka
- Shinmai Renkinjutsushi no Tenpo Keiei – Sarasa Ford[20]
- Yu-Gi-Oh! Go Rush!! - Goha Yuna[21]
- Nōmin Kanren no Skill Bakka Agetetara Nazeka Tsuyoku Natta. - Yuria Macbeth Fongate[22]

### Trò chơi điện tử
2018
- Magia Record – Mel Anna, Satori Magome
- Kantai Collection – Gotland, Hachijo, Ishigaki, Shin'yō, Sheffield, Scirocco

2020
- Brave Nine – Seol Ah
- Genshin Impact – Noelle[23][24]
- Kono Subarashii Sekai ni Shukufuku o! Fantastic Days – Iris

2021
- Märchen Forest – Rosetta[25]
- Idoly Pride – Sairaishi Chisa[26]